# Franz Gräser
Franz Gräser, avstro-ogrski častnik, vojaški pilot in letalski as, * 26. oktober 1892, Nyírmada, † 17. maj 1918 (KIA).
Poročnik Gräser je v svoji vojaški službi dosegel 18 zračnih zmag.

## Življenjepis
Med prvo svetovno vojno je bil pripadnik Flik 2, Flik 32, Flik 42J in Flik 61J.

## Odlikovanja
- viteški križec avstrijskega cesarskega reda Leopolda
- red železne krone 3. stopnje
- srebrna medalja za hrabrost